# 문경 김룡사 삼층석탑
문경 김룡사 삼층석탑(聞慶 金龍寺 三層石塔)은 대한민국 경상북도 문경시 산북면 김룡사에 있는 삼층석탑이다. 2018년 12월 17일 경상북도의 문화재자료 제667호로 지정되었다.

## 지정 사유
김룡사 삼층석탑은 조선 후기인 1709년에 김룡사의 풍수적 지덕(地德)비보를 위해 석불입상과 함께 건립한 비보사탑(裨補寺塔)이다. 비보사탑은 대개 통일신라시대와 고려시대에 집중적으로 조성되었다. 조선후기에 풍수적 지덕 비보를 위해 김룡사처럼 탑과 불상을 동 시기에 함께 조성한 예는 많지 않다는 점, 탑과 석불입상이 현재도 원형을 유지하고 보존상태가 비교적 양호한 점, 조형 및 제작수법이 지역 및 시대성을 반영하고 있는 점 등에서 조선후기 비보사탑의 양식사 및 풍수적 비보사찰의 연구에 좋은 자료로 가치가 크다 하겠다.
특히, 김룡사 삼층석탑은 1709년에 지덕비보를 위해 2017년 8월 31일에 지정된 석불입상(도 문화재자료 제655호)과 함께 조성된 것이다. 동 시기에 동일 목적으로 조성된 기 지정된 석불입상과 함께 문화재자료로 지정해 일괄 보존 관리할 필요가 있다고 판단되어, 문화재자료로 지정한다.

## 같이 보기
- 문경 김룡사 석불입상 - 경상북도 문화재자료 제655호

## 참고 문헌
- 문경 김룡사 삼층석탑 - 국가유산청 국가유산포털